# Батмановка
Батмановка (каз. Батмановка) — упразднённое село в Карабалыкском районе Костанайской области Казахстана. Исключено из учётных данных в 2023 году. Входило в состав Смирновского сельского округа. Находится примерно в 25 км к юго-востоку от районного центра, посёлка Карабалык. Код КАТО — 395059200.
На западе находится озеро Шаршилдак.

## История
Основано в 1905 году. Село было названо в честь начальника Троицкого уезда Батманова.

## Население
В 1999 году население села составляло 222 человека (107 мужчин и 115 женщин). По данным переписи 2009 года, в селе проживало 95 человек (50 мужчин и 45 женщин).